# Hemidactylus frenatus
Hemidactylus frenatus este o specie de șopârle din genul Hemidactylus, familia Gekkonidae, descrisă de Schlegel 1836. A fost clasificată de IUCN ca specie cu risc scăzut. Conform Catalogue of Life specia Hemidactylus frenatus nu are subspecii cunoscute.

## Galerie

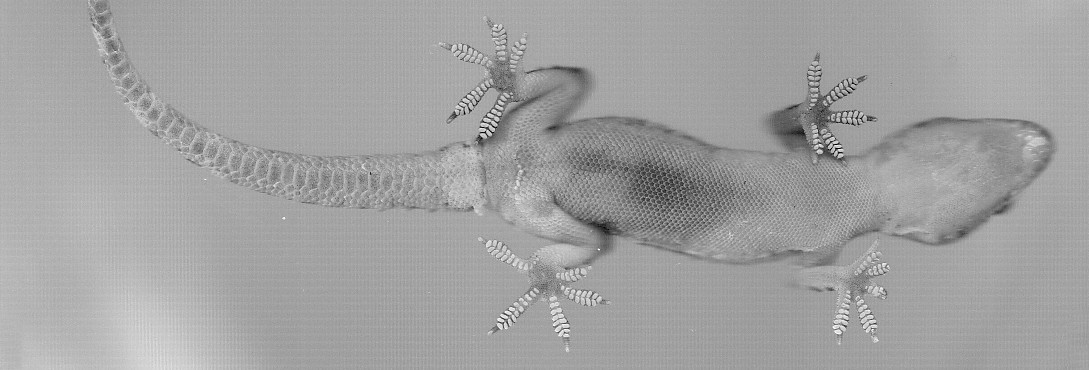
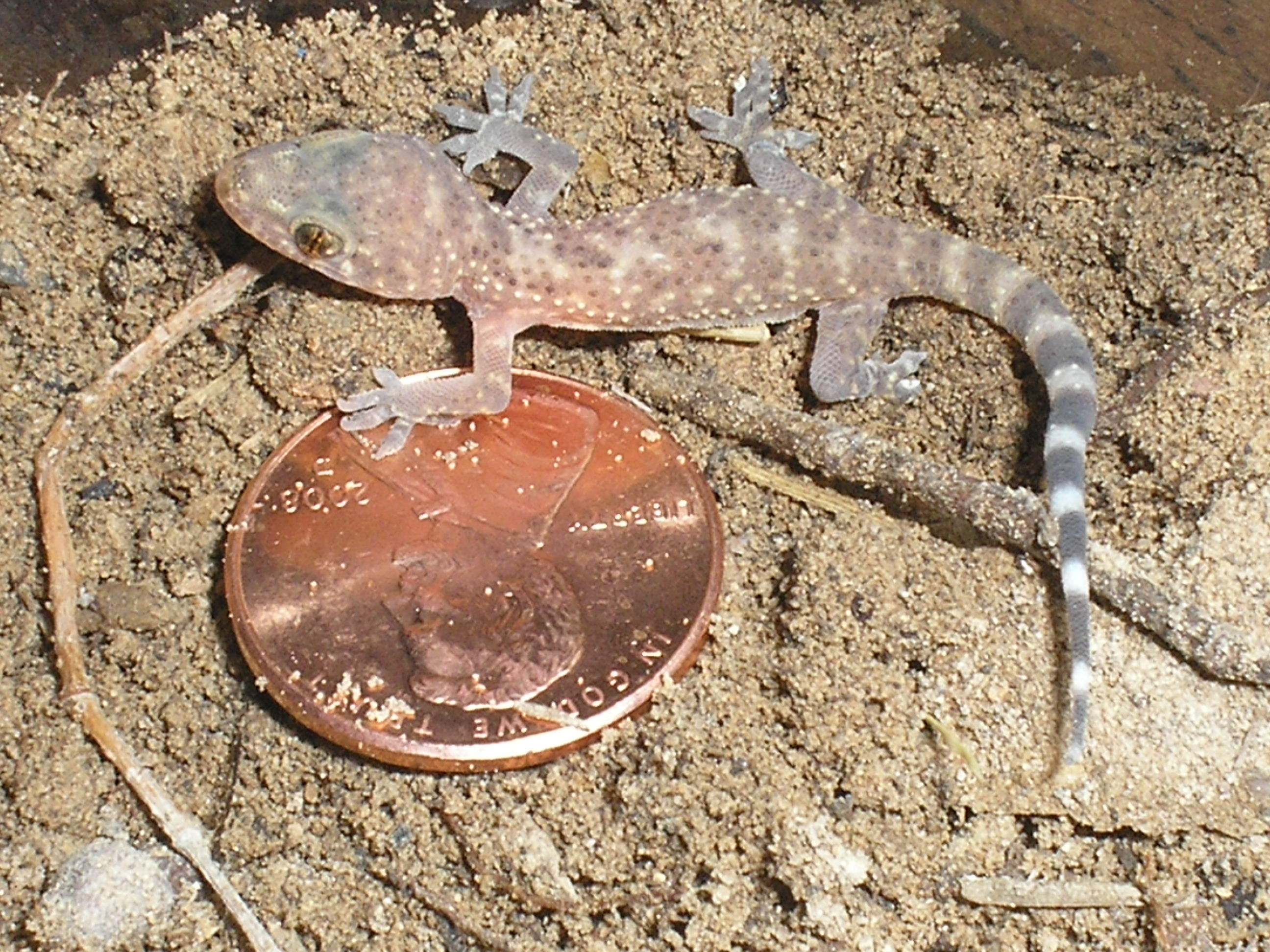
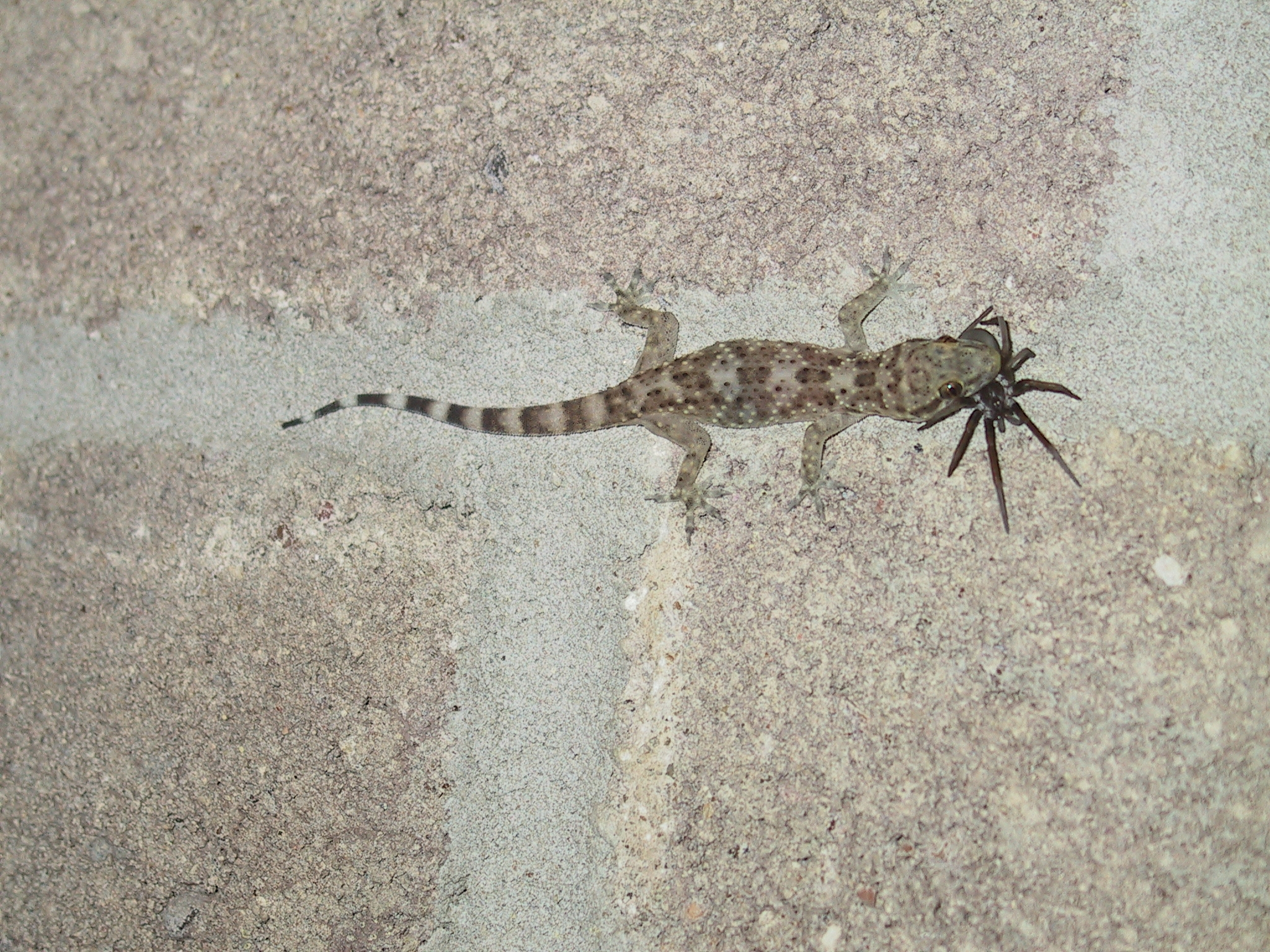
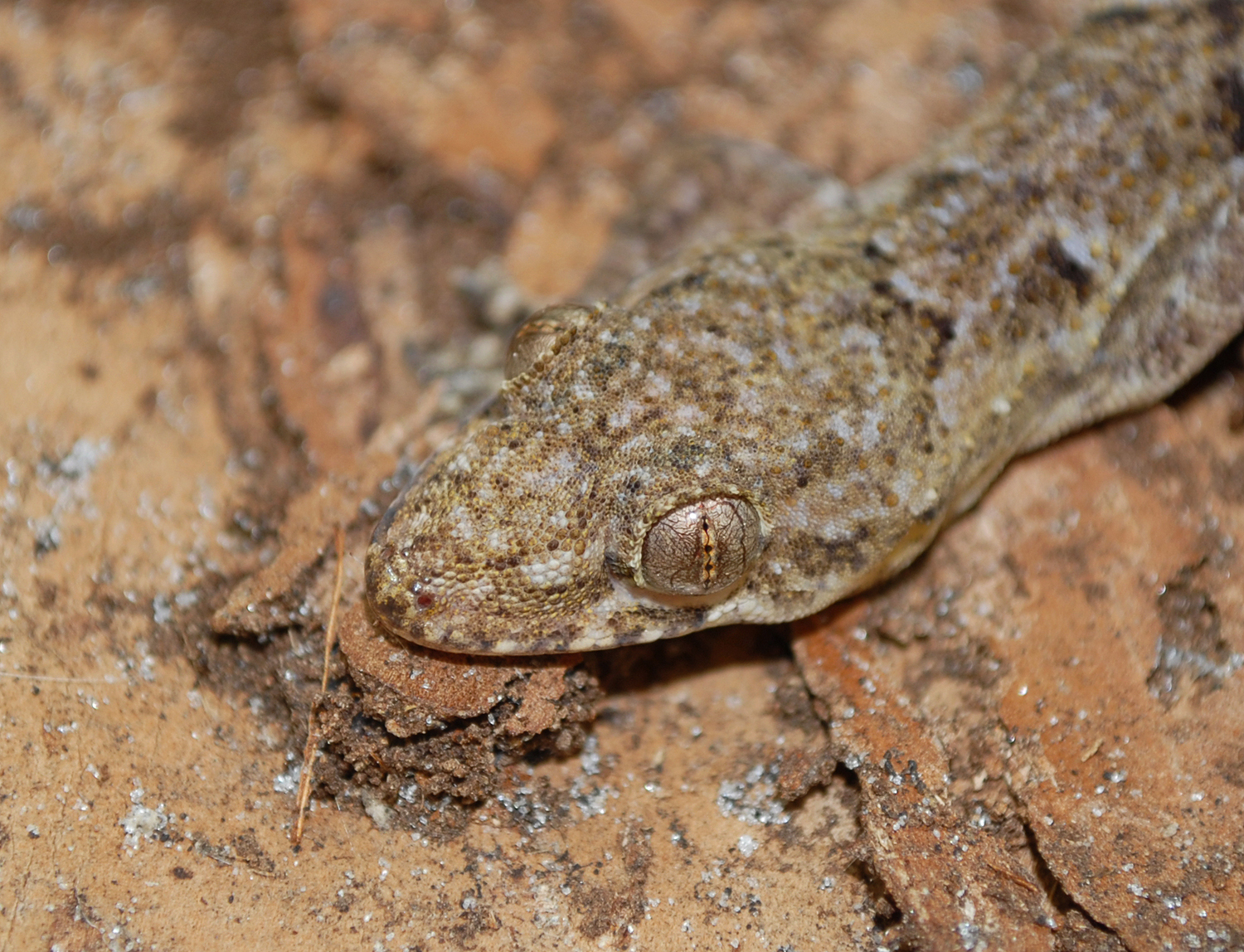
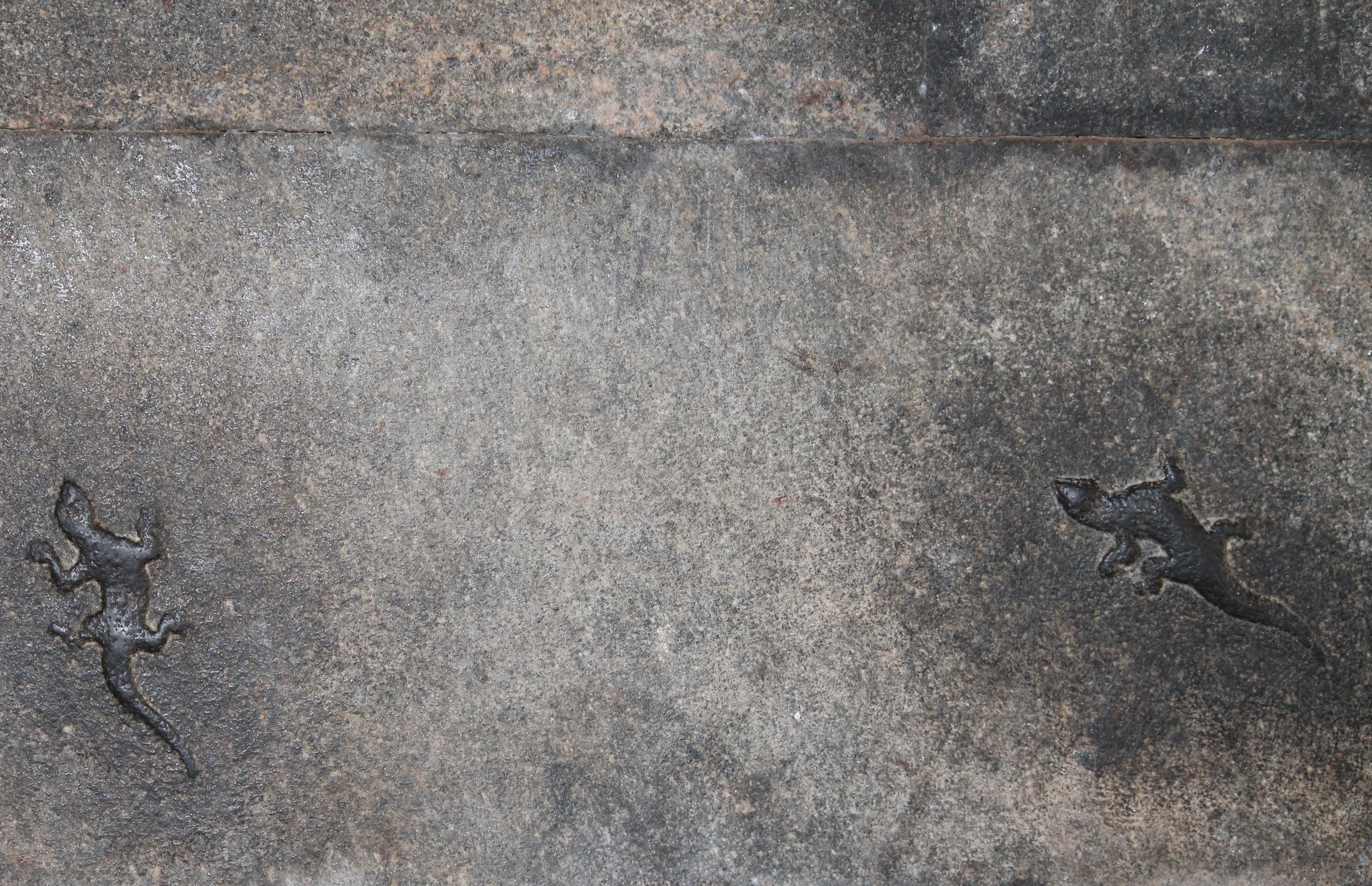